# Нижньоільясово
Нижньоілья́сово (рос. Нижнеильясово) — присілок у складі Червоногвардійського району Оренбурзької області, Росія.

## Населення
Населення — 151 особа (2010; 186 у 2002).
Національний склад (станом на 2002 рік):
- башкири — 99 %